# Sidi Boubker (Oriental)
Sidi Boubker (àrab: سيدي بو بكر زليجة, Sīdī Bū Bakr Zalīja; amazic estàndard marroquí: ⵙⵉⴷⵉ ⴱⵓⴱⴽⵔ, Sidi Bubkr) és una comuna rural de la província de Jerada, a la regió de L'Oriental, al Marroc. Segons el cens de 2014 tenia una població total de 2.638 persones.